# Aderus pygidialis
Aderus pygidialis is een keversoort uit de familie schijnsnoerhalskevers (Aderidae). De wetenschappelijke naam van de soort werd in 1903 gepubliceerd door Maurice Pic.